# Neobatrachus aquilonius
A Neobatrachus aquilonius a kétéltűek (Amphibia) osztályának békák (Anura) rendjébe, a mocsárjáróbéka-félék (Limnodynastidae) családjába, azon belül a Neobatrachus nembe tartozó faj.

## Előfordulása
Ausztrália endemikus faja. Az ország Nyugat-Ausztrália államában és az Északi területen, több, elszigetelt környéken honos. Elterjedési területének mérete 274 200 km².

## Megjelenése
Közepes méretű, robusztus testfelépítésű békafaj, mérete elérheti a 6 cm-t. Szeme macskaszerű, pupillái függőleges elhelyezkedésűek. Színe élénk sárga sötétebb, szabálytalan alakú mintázattal. Hasi oldala fehér.

## Életmódja
Ritkás növényzettel borított területek, rétek és nyílt erdők lakója. Esőzések után aktív. Sekély, elárasztott területeken szaporodik a nyári esőzések után. A nőstények akár 1400 petét is lerakhatnak.

## Természetvédelmi helyzete
A vörös lista a nem fenyegetett fajok között tartja nyilván. Elterjedési területén számos védett terület található Nyugat-Ausztráliában.